# Anacharsis

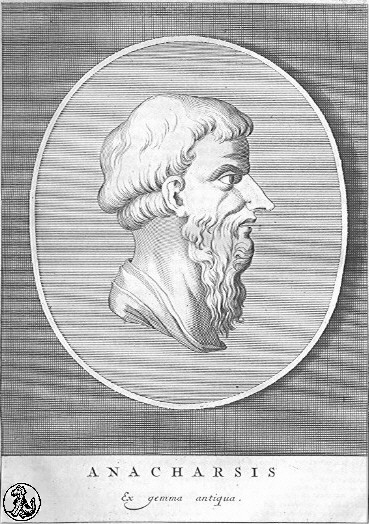
Anacharsis

Anacharsis (stgr. Ἀνάχαρσις; około 600 p.n.e.) – scytyjski filozof, przez niektórych autorów starożytnych zaliczany do siedmiu mędrców.

## Życiorys

### Pochodzenie
Pochodził z królewskiej rodziny, sprawującej władzę nad jednym z plemion scytyjskich. Jego ojcem był Gnuros, bratem  Saulios, a bratankiem – Idantyrsos, czyli kolejni władcy Scytów. Natomiast matką jego była nieznana nam z imienia Greczynka. 

### Pobyt w Grecji
Anacharsis wyruszył ze Scytii do Grecji i przybył do Aten w czasie 47. Olimpiady (592-589 p.n.e.), gdy archontem eponimem był Eukrates, czyli w 592 p.n.e. Ale inne źródła pozwalają przypuszczać, że nastąpiło to kilka lat wcześniej. 
Wkroczywszy w mury miasta nawiązał znajomość z Solonem, co stało się ponoć w dość zabawnych okolicznościach, przy czym znane są 2 wersje przebiegu tego spotkania: 
- według Plutarcha z Cheronei, Anacharsis zapukał do drzwi jego domu i zawołał, że pewien przybysz chciałby zawrzeć z nim przyjaźń i zostać jego gościem. Solon odpowiedział mu, że najlepiej jest zawierać przyjaźnie u siebie w domu. Ale młody Scyta nie dał się zbić z tropu i stwierdził dowcipnie, że skoro Solon jest u siebie może przyjąć go jako przyjaciela i gościa.
- według Hermipposa ze Smyrny, Anacharsis polecił jednemu ze sług Solona, by przekazał swemu panu, że pragnie się z nim widzieć i jeśli to możliwe zostać jego gościem. Gospodarz kazał służącemu odpowiedzieć, że jako gości przyjmuje się z reguły tylko rodaków. Wówczas Anacharsis wszedł do wnętrza domu i sam powiedział Solonowi, że jest przecież we własnej ojczyźnie i ma prawo do tego, by zostać przyjęty jako gość. Zapewne powołał się na swą matkę Greczynkę i wyniesioną z domu dobrą znajomość języka greckiego.

Zaskoczony śmiałością i elokwencją przybysza Solon przyjął go do swego domu. Mieszkali razem przez kilka lat, jak twierdzi Plutarch także w czasie, gdy ów wielki prawodawca podjął w 594 p.n.e. reformę ateńskiej państwowości. 
Anacharsis uwielbiał greckie biesiady, pijąc wino, spędzał czas na dyskusjach i słuchaniu gry flecistów. 
Herodot wspomina w swoich „Dziejach” o Anacharsisie w księdze IV, poświęconej głównie opisowi życia i obyczajów Scytów oraz przedstawieniu przebiegu ich wojny z władcą Persji Dariuszem. Według Herodota Anacharsis zwiedził „wiele krajów”, wykazując „sporo mądrości”. Prawdopodobnie przebywał przez pewien czas w Sparcie, podobno odwiedził wyrocznię pytyjską w Delfach oraz króla Lidii Krezusa.

### Powrót do ojczyzny
Wracając w ojczyste strony, Anacharsis przepływał przez cieśninę Hellespont i zatrzymał się w Kyzikos. Mieszkańcy miasta obchodzili właśnie święto ku czci Matki Bogów, czyli wywodzącej się z Bliskiego Wschodu bogini Kybele, zwanej także Wielką Matką. Młodego Scytę zafascynowały te uroczystości, z ochotą przyłączył się do obrzędów i, jak dowiadujemy się od Herodota, ślubował bogini, „że jeżeli cało i zdrowo wróci do domu, będzie jej składał ofiary tak samo, jak to widział u Kyzikeńczyków i ustanowi całonocne święto”. 
Po powrocie w rodzinne strony, Anacharsis opowiadał swemu bratu, królowi Sauliosowi i dostojnikom scytyjskim, o tym czego nauczył się przebywając wśród Greków. Według opowieści zasłyszanej przez Herodota od mieszkańców Peloponezu  miał powiedzieć, że „wszyscy Hellenowie zajmują się wszelkiego rodzaju umiejętnościami – z wyjątkiem Lacedemończyków; ale tylko z tymi można prowadzić rozumną rozmowę”. Jak widać, imponowała mu typowa dla Spartan zwięzłość formułowania myśli.

### Śmierć
Zapewne zdawał sobie sprawę, że nieprędko przekona swych rodaków do kultu Kybele. Toteż pewnej nocy, wkrótce po powrocie, w tajemnicy przed rodziną i dworem udał się do gaju, gdzie „skrywszy się – jak pisze Herodot – dopełnił ku czci bogini całego obrzędu, przy czym w ręku trzymał bęben i obwieszony był świętymi obrazkami”. Nie zdawał sobie sprawy, że widział go przy tych czynnościach jeden ze Scytów, który natychmiast doniósł o wszystkim królowi Sauliosowi. Władca kazał zaprowadzić się do gaju i „widząc, co Anacharsis wyprawia, zabił go strzałą z łuku”. 
Herodot tłumaczy oburzenie i bezwzględność króla powszechną wśród Scytów niechęcią do obcych obyczajów, czym też tłumaczy to, że „jeszcze teraz, jeśli kto zapyta o Anacharsisa, mówią Scytowie, że go nie znają, właśnie dlatego, że z ich kraju wyjechał do Hellady i przyjął obce obyczaje”. 
Inna wersja zdarzeń, przytaczana przez Diogenesa Laertiosa, mówi, że Anacharsis został postrzelony przez swego brata-króla podczas polowania i zmarł. Zdaniem tego autora Saulios zamordował go, ponieważ Anacharsis zamierzał przeprowadzić w swej ojczyźnie reformy w duchu greckim. Pełen podziwu Diogenes Laertios uczcił pamięć marzycielskiego Scyty następującym epigramem (tłum. W. Olszewski i B. Kupis): 
Gdy wrócił Anacharsis do Scytii po podróżach, 

chciał, by wszyscy żyli według greckich zwyczajów. 

Nie zdążył słów swych dokończyć, 

skrzydlata strzała porwała go do bogów. 

## Poglądy i twórczość
Przypisywane mu wypowiedzi, odnoszące się głównie do greckiej obyczajowości, znajdujemy w pismach wielu autorów starożytnych. Otwarty sposób wyrażania się Anacharsisa zrodził ponoć powiedzenie „mówić jak Scyta”. Diogenesa Laertiosa w rozdziale 8 księgi I swoich „Żywotów i poglądów słynnych filozofów”, poświęconym  Anacharsisowi, tak przedstawiał jego poglądy:

Anacharsis mówił, że winna latorośl przynosi trzy rodzaje gron: pierwszym jest przyjemność, drugim – pijaństwo, trzecim – wstręt. Dziwiło go,  że u Greków w igrzyskach i zawodach biorą udział  ludzie kompetentni w danej dziedzinie, natomiast sędziami są ludzie niekompetentni. Na pytanie, w jaki sposób można uchronić się przed pijaństwem, odpowiedział: „Mając przed oczyma obrzydliwych opilców”. Dziwiło go także, że Grecy, którzy układają ustawy przeciw tym, co uciekają się do przemocy, nagradzają zawodników za zadawanie ciosów innym zawodnikom. Dowiedziawszy się, że grubość spodu okrętów wynosi cztery palce, powiedział, że ci, co płyną statkiem, są o tyle tylko oddaleni od śmierci. Oliwę nazwał maścią oszałamiającą, jako że atleci, którzy się nią namaszczają, dopadają siebie jak szaleni. Nie mógł  pojąć, jak ci, którzy zakazują kłamać, jawnie okłamują w sklepach, i dziwiło go, że na początku uczty Grecy piją małymi kubkami, a gdy są już upici – wielkimi. Na jego posągach widnieje napis: „Panuj nad językiem, nad żołądkiem i nad zmysłami”. Na pytanie, czy w Scytii” są flety, odpowiedział: „Nie ma nawet winnej latorośli”. Na pytanie, jaki okręt jest najbezpieczniejszy, odpowiedział: „Ten, który już wyciągnięto na ląd”. Mówił  także, że najbardziej wprawia go w zdumienie u Greków to, że dym zostawiają w górach, a drzewo zwożą do miasta. Na pytanie, kogo jest więcej, żywych czy umarłych, odpowiedział: „A do których zaliczysz tych, co  żeglują po morzu?” Gdy pewien Ateńczyk szydził z niego, że jest Scytą, odpowiedział: „Dla mnie hańbą jest moja ojczyzna, ty natomiast jesteś hańbą dla swojej ojczyzny”. Na pytanie, co jest w człowieku dobrego, a co złego, odpowiedział: „Język”. Mówił, że lepiej jest mieć  jednego przyjaciela wartościowego niż wielu nic niewartych. Twierdził, że agora jest miejscem wzajemnego oszukiwania się i wyzysku. Obrażony przez jakiegoś młodego człowieka przy biesiadzie powiedział: „Młodzieńcze, jeżeli w młodości nie znosisz wina, na starość będziesz nosił wodę”. Jak twierdzą niektórzy, dla codziennego użytku wynalazł kotwicę i koło garncarskie

Trudno dziś stwierdzić, czy choćby niektóre z nich rzeczywiście zawierają wyrażane przezeń poglądy, aczkolwiek w większości pochodzą z jego epoki. Anacharsis napisał ponoć również poemat (w 800 wierszach) o prawach Scytów i Greków, skromnym życiu i sztuce wojennej. Przypisywano mu autorstwo 10 listów, powstały one jednak dopiero w I połowie III wieku p.n.e. i są dziełem filozofów ze szkoły cyników. Widzieli oni w na wpół legendarnym filozofie z Północy człowieka o nieskażonej naturze, wolnego od krytykowanego przez nich, nadmiernego przywiązania do uciech cielesnych.